# A Call to the Martyrs
A Call to the Martyrs è il titolo del primo album discografico dei Mortal Treason, pubblicato nel 2004.

## Tracce
1. Khampa Nomads
2. Walk Thru the Woods
3. War Within
4. A Call to the Martyrs
5. Feed on the Weak
6. Bride's Last Kiss
7. Beneath the Shadows
8. Todd